# كوم حمادة (مركز)
مركز كوم حمادة، مركز إداري مصري. يقع في جنوب شرق محافظة البحيرة الواقعة أقصى شمال جمهورية مصر العربية. مدينة كوم حمادة عاصمة المركز.